# Église Saint-Léger-et-Saint-Clair de Feytiat
L'église Saint-Léger-et-Saint-Clair est une église catholique située à Feytiat, en France.

## Localisation
L'église est située dans le département français de la Haute-Vienne, sur la commune de Feytiat.

## Historique
L'église date du XIIe siècle.
L'abside et le chœur de l'édifice sont inscrits au titre des monuments historiques le 4 février 1988.